# Servais (Stradivarius)
Pour les articles homonymes, voir Servais (homonymie).

Le Servais est un violoncelle construit en 1701 par le luthier italien Antonio Stradivari. C'est l'un des 63 violoncelles existants attribués au luthier de Crémone.

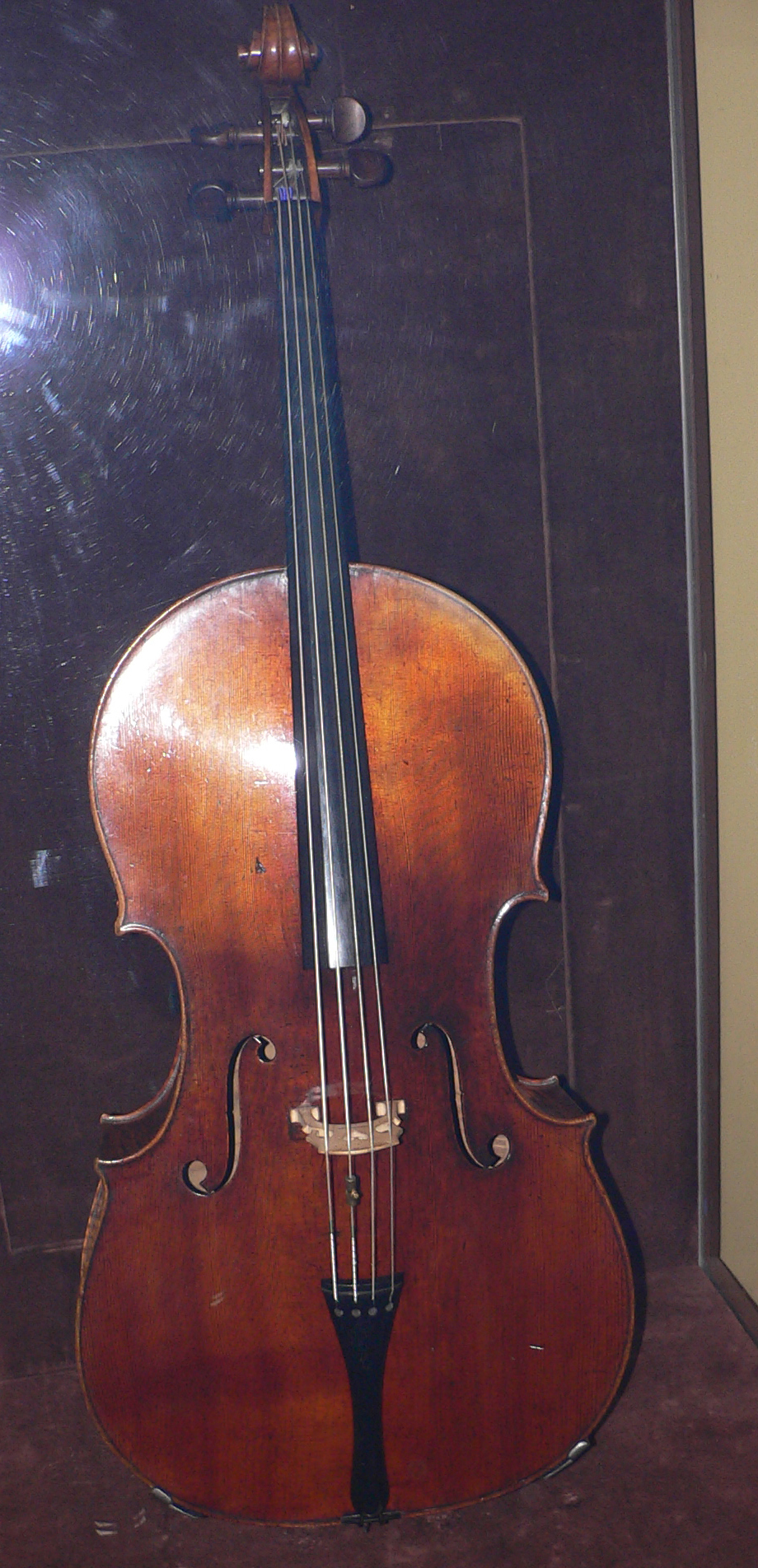
Violoncelle Servais

Ce violoncelle a appartenu à Adrien-François Servais. Le Servais est un instrument de très grande taille (près de 3 cm de plus que la moyenne). Il est actuellement la propriété du Musée national d'histoire américaine de la Smithsonian Institution. L'instrument est célèbre pour son remarquable état de conservation et sa sonorité exceptionnelle. Le prince russe Ioussoupov a acheté le violoncelle pour Servais vers 1845. Il fut ensuite transmis à son fils Joseph. En 1981, la musicienne et mécène Charlotte Bergen (1898-1982), du New Jersey, le donne au Smithsonian. Le violoncelliste Anner Bylsma l'a joué dans son enregistrement des Suites pour violoncelle seul de Jean-Sébastien Bach (1992).
| Longueur                    | 79,15 cm |
| Largeur (partie supérieure) | 36,35 cm |
| Largeur (au centre)         | 25,2 cm  |
| Largeur (partie inférieure) | 46,7 cm  |

## Parcours
Voici le parcours connu de ce violoncelle.
| Propriétaire                 | Depuis  | Avéré en | Jusqu'en |
| ---------------------------- | ------- | -------- | -------- |
| Famille Raoul                | 1837    |          | 1841     |
| Jean-Baptiste Vuillaume      | 1841    |          |          |
| Prince Nicolas Ioussoupov    | c. 1845 |          |          |
| Adrien-François Servais      |         | 1857     | 1866     |
| Joseph Servais               | 1866    |          | 1885     |
| Auguste Couteaux             | 1885    |          | 1893     |
| W.E. Hill & Sons             | 1893    |          | 1895     |
| Prince de Caraman-Chimay     | 1895    |          |          |
| Caressa                      |         |          |          |
| Fernand Pollain              |         |          | 1928     |
| W.E. Hill & Sons             | 1928    |          |          |
| Wurlitzer Collection         |         |          | 1929     |
| Charlotte Bergen             | 1929    |          | 1981     |
| Smithsonian Institute Museum | 1981    |          |          |

| Interprète              | Depuis | Avéré en | Jusqu'en |
| ----------------------- | ------ | -------- | -------- |
| Adrien-François Servais |        |          | 1866     |
| Anner Bylsma            |        | 1992     |          |

### Source
1. ↑  (en) Base de données sur les instruments à cordes anciens